# HD 34880
HD 34880 è una stella gigante azzurra di magnitudine 6,41 situata nella costellazione di Orione. Dista 679 anni luce dal sistema solare.

## Osservazione
Si tratta di una stella situata nell'emisfero celeste australe, ma molto in prossimità dell'equatore celeste; ciò comporta che possa essere osservata da tutte le regioni abitate della Terra senza alcuna difficoltà e che sia invisibile soltanto molto oltre il circolo polare artico. Nell'emisfero sud invece appare circumpolare solo nelle aree più interne del continente antartico. Essendo di magnitudine pari a 6,4, non è osservabile ad occhio nudo; per poterla scorgere è sufficiente comunque anche un binocolo di piccole dimensioni, a patto di avere a disposizione un cielo buio.
Il periodo migliore per la sua osservazione nel cielo serale ricade nei mesi compresi fra fine ottobre e aprile; da entrambi gli emisferi il periodo di visibilità rimane indicativamente lo stesso, grazie alla posizione della stella non lontana dall'equatore celeste.

## Caratteristiche fisiche
La stella è una gigante azzurra; possiede una magnitudine assoluta di -0,18 e la sua velocità radiale positiva indica che la stella si sta allontanando dal sistema solare.

## Sistema stellare
HD 34880 è un sistema multiplo formato da 3 componenti. La componente principale A è una stella di magnitudine 6,41. La componente B è di magnitudine 9,8, separata da 4,4 secondi d'arco da A e con angolo di posizione di 285 gradi. A è a sua volta doppia: C, o Ab, è di magnitudine 9,1 ed è separata da Aa di 0,5 secondi d'arco da A e con angolo di posizione di 196 gradi.